# Berengar (Ebrach)
Berengar (auch Berngerus, geboren als Berngar Schello; † 20. August 1276 in Ebrach) war von 1271 bis 1276 Abt des Zisterzienserklosters in Ebrach.

## Leben
Berengar wurde zu Beginn des 13. Jahrhunderts geboren. Der Geburtsort ist unbekannt, ein Ort im fränkischen Raum ist jedoch durch den späteren Eintritt in das Kloster im Steigerwald wahrscheinlich. Erwin Riedenauer geht davon aus, dass Berengar Teil des fränkischen Ministerialengeschlechts Schello (oder Schelle) war, das seinen Stammsitz in Rüdenhausen hatte. Früh trat Berengar ins Kloster ein und legte hier sein Gelübde ab. Er stieg innerhalb der Klosterhierarchie schnell auf und wurde 1271 als Prior unter Abt Nikolaus erwähnt.
Nach der Resignation des Abtes Nikolaus wurde Berengar zu seinem Nachfolger, dem dreizehnten Abt von Ebrach, erwählt. Er vermehrte in seiner Amtszeit die Güter des Klosters. 1272 kaufte er von Sibertus von Windsheim verschiedene Höfe ab, 1273 folgten weitere Erwerbungen. Im Jahr 1274 bestätigte der römisch-deutsche König Rudolf I. von Habsburg die Pfarrei Schwabach, bereits in den Jahrhunderten als Besitz des Klosters.
Im gleichen Jahr erhielt Abt Berengar den Gangolfsberg mit all seinen Zugehörungen. Ein Jahr später, 1275, kaufte er Güter in Unterspießheim. Das Jahr 1276 brachte die Errichtung einer Kapelle an der Klosterpforte. Eberhard Fuchs von Dornheim hatte die Kapelle als Grablege für seine Familie gestiftet. Noch im selben Jahr resignierte Abt Berengar auf sein Amt und lebte, bereits erkrankt, weiterhin im Kloster. Er starb am 20. August 1276.